# Manuel Miranda y Rendón

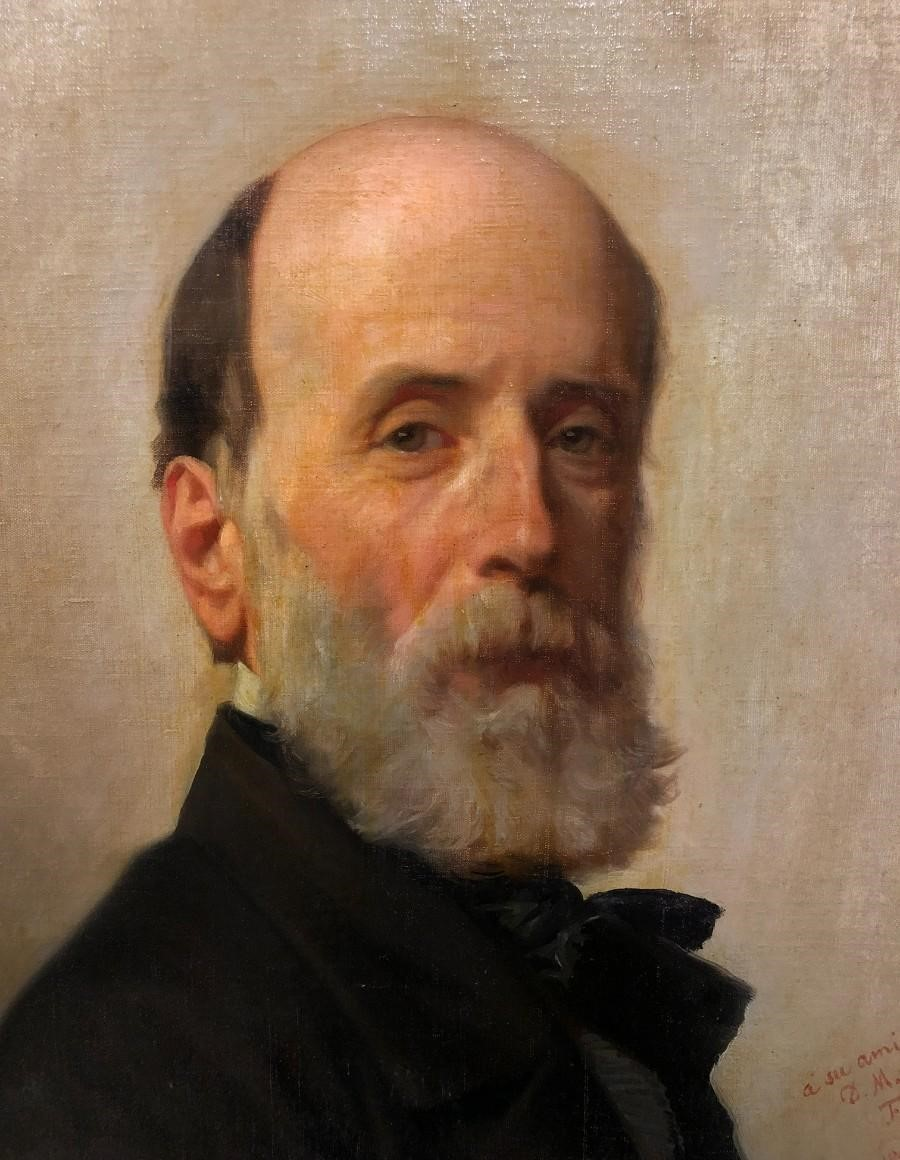
Manuel Miranda y Rendón, 1859. Óleo de Federico de Madrazo.

Manuel Miranda y Rendón fue un pintor español del siglo XIX

## Biografía

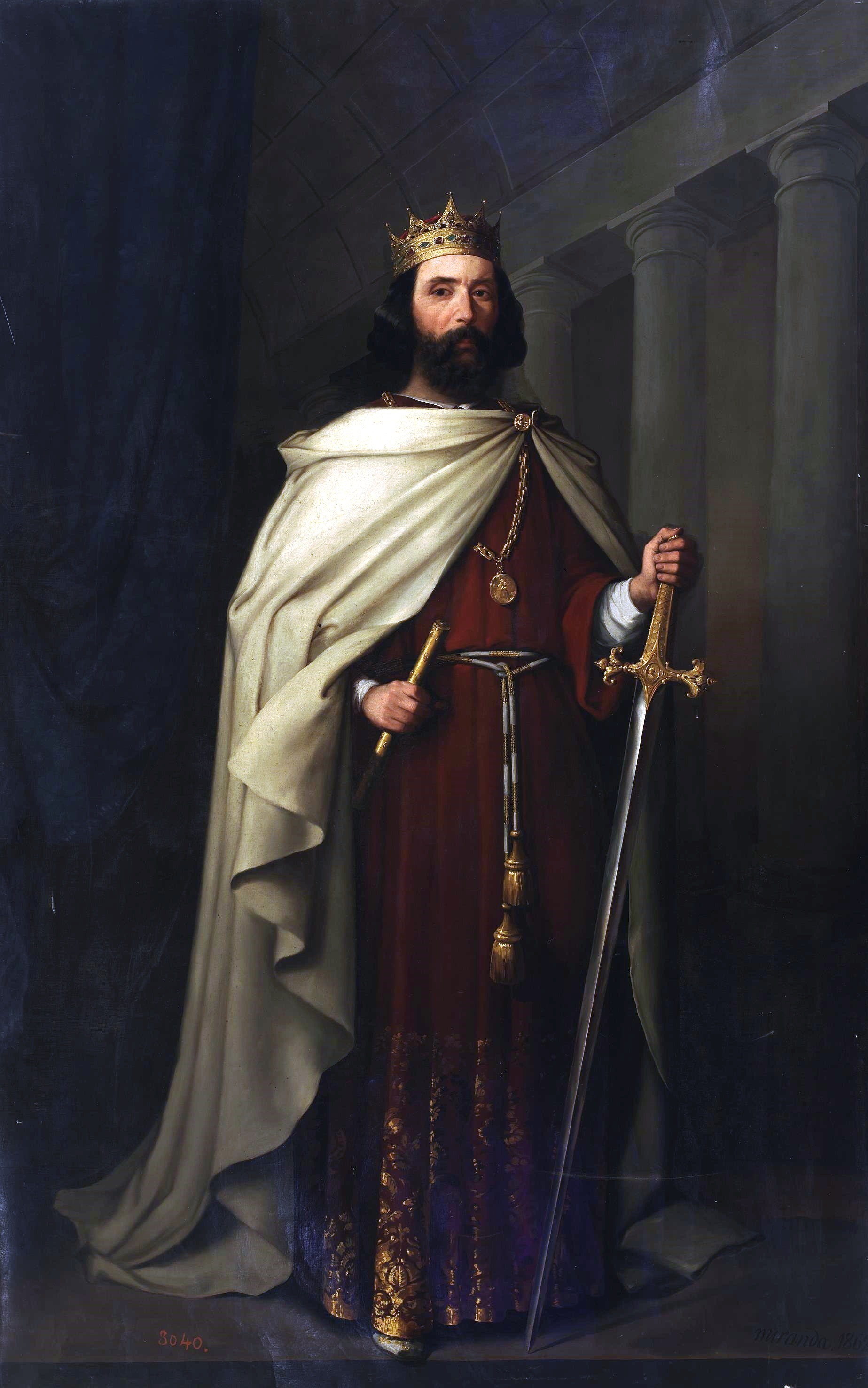
Sancho Garcés IV de Sobrarbe (Museo del Prado).

Pintor de historia, era natural de la localidad gaditana de Grazalema.  Fue discípulo de la Academia de Nobles Artes de San Fernando, en Madrid. Son de su mano todas las figuras de las vistas de Aranjuez, pintadas por Fernando Brambila y que se guardaban en la Casita del Príncipe, en El Escorial; así como un retrato de María Cristina de Borbón, que se conservaba en la celda prioral baja del monasterio de San Lorenzo. También dos de los retratos de la Serie cronológica de los reyes de España encargada en 1847 por Isabel II y realizada bajo la dirección de José de Madrazo, que encomendó los trabajos a pintores de su círculo familiar, amigos y discípulos: los de Suintila, rey visigodo, y Sancho Garcés IV de Sobrarbe, uno de los últimos retratos de la serie en ser entregado, fechado en 1862, pertenecientes a la colección del Museo del Prado, a cuyos fondos pertenece también el óleo titulado Episodio de una batalla del siglo XIV, presentado a la Exposición Nacional de Bellas Artes de 1864, en la que obtuvo mención honorífica.